# Publius Cornelius Scipio (Augur)
Publius Cornelius Scipio vom Zweig der Scipionen aus der Gens der Cornelier war ein römischer Priester, Rhetor und Geschichtsschreiber.
Publius Cornelius Scipio war der älteste Sohn von Publius Cornelius Scipio Africanus und Bruder von Lucius Cornelius Scipio. Aufgrund seiner schwachen Konstitution war er nicht politisch oder militärisch tätig. Im Jahr 180 v. Chr. wurde er Augur. Zudem verfasste er Reden und ein griechisches Geschichtswerk, das nicht überliefert ist. Am bekanntesten ist er als Adoptivvater des Publius Cornelius Scipio Aemilianus Africanus, den er vor dem Jahr 168 adoptierte. Die Inschrift am Scipionengrab ist oft fälschlicherweise auf ihn bezogen worden.